# ReviverSoft
ReviverSoft est une entreprise créatrice de logiciels et ressources dédiés à la réparation, la maintenance et l'optimisation. Les produits les plus connus de l'entreprise sont Registry Reviver et Driver Reviver,,.

## Histoire
Mark Beare et Davide De Vellis fondèrent ReviverSoft en 2009 afin d'aider les utilisateurs à maximiser les performances de leurs ordinateurs. En 2013, l'entreprise compte 20 employés et contractuels. Le siège social de ReviverSoft se trouve à Walnut Creek en Californie.

## Produits et ressources
ReviverSoft propose des produits et ressources pour la réparation, la maintenance et l'optimisation du PC.
Driver Reviver de ReviverSoft identifie et met à jour les drivers obsolètes,. Registry Reviver répare, entretient et optimise le registre Windows pour restaurer la performance optimale du registre. Ce logiciel a reçu une médaille d'or de la part de TopTenReviews. L'optimiseur de batterie de ReviverSoft est un outil pour ordinateur portable qui maximise et optimise la performance de la batterie grâce à un système de diagnostic.
PC Benchmark indique la vitesse de fonctionnement et la performance de l’ordinateur en temps réel. Il compare ces données aux performances des autres ordinateurs. Les utilisateurs peuvent partager leur score sur le plan de la vitesse avec leurs amis via les réseaux sociaux et apprendre à exécuter diverses tâches qui aideront à améliorer le score de leur PC.
L'application Battery Optimizer pour iPhone indique le temps de batterie restant et propose des recommandations pour améliorer la durée de vie de la batterie.